# Arquidiocese de Niamei
A Arquidiocese de Niamei ou Niamey (em latim: Archidiœcesis Niameyensis) é uma circunscrição eclesiástica da Igreja Católica situada em Niamei, Níger. Seu atual arcebispo é Djalwana Laurent Lompo. Sua Sé é a Catedral da Nossa Senhora do Perpétuo Socorro de Niamei.
Possui 18 paróquias servidas por 29 padres, abrangendo uma população de 8 673 085 habitantes, com 0,2% da dessa população jurisdicionada batizada (21 055 católicos).

## História
Os primeiros missionários pertencentes à Sociedade das Missões Africanas chegaram ao Níger em 1931.
Em 28 de abril de 1942 foi erigida a prefeitura apostólica de Niamei com a bula Ad faciliorem do Papa Pio XII, recebendo o território dos vicariatos apostólicos do Daomé (atual Arquidiocese de Cotonu), de Fumbã, (hoje Diocese de Nkongsamba), de Cartum (atualmente arquidiocese) e de Ouagadougou (hodierna Arquidiocese de Ouagadougou) e das prefeituras apostólicas de Gardaia no Saara (atual Diocese de Laghouat), Jos (hoje Arquidiocese de Jos) e Kaduna (hodierna Arquidiocese de Kaduna).
Em 13 de maio de 1948 e em 12 de fevereiro de 1959 a prefeitura apostólica cedeu partes do seu território em vantagem da ereção, respectivamente, das prefeituras apostólicas de Parakou (atualmente Arquidiocese de Parakou) e Fada N'Gourma (hoje uma diocese).
Em 21 de março de 1961 a prefeitura apostólica foi elevada à categoria de diocese com a bula Qui divino consilio do Papa João XXIII, ficando imediatamente sujeita à Santa Sé.
Em 13 de março de 2001, a diocese cedeu uma parte de seu território para o benefício da ereção da Diocese de Maradi.
Em 25 de junho de 2007 a diocese de Niamei foi elevada à dignidade de arquidiocese metropolitana com a bula Cum Ecclesia Catholica do Papa Bento XVI.
Em janeiro de 2015 a Igreja Católica no Níger teve que parar todas as atividades, incluindo a Missa festiva e a atividade escolar, na sequência da revolta islâmica, que explodiu após as charges consideradas blasfemas publicadas pelo semanário francês Charlie Hebdo. Quase todas as igrejas locais foram destruídas, enquanto a Catedral foi guardada pela polícia.

## Prelados
- François Faroud, S.M.A. † (1942–1948)
- Constant Quillard, C.Ss.R. † (1948–1961)
- Marie-Jean-Baptiste-Hippolyte Berlier, C.Ss.R. † (1961–1984)
- Guy Armand Romano, C.Ss.R. (1997–2003)
- Michel Christian Cartatéguy, S.M.A. (2003–2014)
- Djalwana Laurent Lompo (desde 2014)